# Merdichesky
Merdichesky fue una serie de historietas en blanco y negro publicada en la Argentina. 
Su primera aparición, cuando la dictadura cívico-militar estaba en los estertores finales, fue en el número 7 de la revista Superhumor, de junio de 1981, publicándose seis episodios en esta, más un unitario que publicó en 1985 la misma editorial, La Urraca, en la revista Fierro. El álbum recopilatorio, con introducción de Juan Sasturain, fue publicado en febrero de 1998 en la colección Los libros de Fierro. En España también fueron editados álbumes recopilatorio, tanto por Toutain Editor como por Planeta deAgostini.
El protagonista, Merdichesky, es un policía que trabaja en el Precinto 15 de Nueva York. De aspecto enclenque y carácter reposado, aún vive con su madre, una idishe mame que lo trata como si todavía fuera un niño. El personaje, pues, es un antihéroe que debe hacer frente a un sistema hundido en la miseria y en el que la indolencia y la corrupción son la norma, y es alguien que casi no tiene aptitudes que sirvan contra ese sistema, ni convicción para oponerse a él.